# Crăcăoani
Crăcăoani è un comune della Romania di 4 599 abitanti, ubicato nel distretto di Neamț, nella regione storica della Moldavia. 
Il comune è formato dall'unione di 5 villaggi: Cracăul Negru, Crăcăoani, Magazia, Mitocu Bălan, Poiana Crăcăoani.